# 4375 Кійоморі
4375 Кійоморі (4375 Kiyomori) — астероїд головного поясу, відкритий 28 лютого 1987 року.
Тіссеранів параметр щодо Юпітера — 3,583.